# Stéphane Pignol
Stéphane Jean François Pignol (ur. 3 stycznia 1977 w Aubagne) – piłkarz francuski grający na pozycji obrońcy.

## Kariera klubowa
| Klub           | Kraj      | Sezon     | Liga               | Mecze | Gole |
| -------------- | --------- | --------- | ------------------ | ----- | ---- |
| SD Compostela  | Hiszpania | 1997–1998 | Primera División   | 3     | 0    |
| Pontevedra CF  | Hiszpania | 1998–1999 | Segunda División B | 29    | 2    |
| SD Compostela  | Hiszpania | 1999–2000 | Segunda División   | 7     | 0    |
| SD Compostela  | Hiszpania | 2000–2001 | Segunda División   | 26    | 0    |
| SD Compostela  | Hiszpania | 2001–2002 | Segunda División B | 37    | 1    |
| SD Compostela  | Hiszpania | 2002–2003 | Segunda División   | 28    | 0    |
| UD Almería     | Hiszpania | 2003–2004 | Segunda División   | 29    | 1    |
| CD Numancia    | Hiszpania | 2004–2005 | Primera División   | 33    | 0    |
| Real Murcia    | Hiszpania | 2005–2006 | Segunda División   | 33    | 0    |
| Real Murcia    | Hiszpania | 2006–2007 | Segunda División   | 38    | 0    |
| Real Murcia    | Hiszpania | 2007–2008 | Primera División   | 16    | 0    |
| Real Saragossa | Hiszpania | 2008–2009 | Segunda División   | 26    | 0    |
| UD Las Palmas  | Hiszpania | 2009–2010 | Segunda División   | 32    | 0    |